# Antoine (Arkansas)
Antoine is een plaats (town) in de Amerikaanse staat Arkansas, en valt bestuurlijk gezien onder Pike County.

## Demografie
Bij de volkstelling in 2000 werd het aantal inwoners vastgesteld op 156.
In 2006 is het aantal inwoners door het United States Census Bureau geschat op 152, .

## Geografie
Volgens het United States Census Bureau beslaat de plaats een oppervlakte van
1,3 km². Antoine ligt op ongeveer 91 m boven zeeniveau.